# Neo soul
El neo soul es un estilo musical análogo al R&B contemporáneo en el que sus artistas tienen devoción por el soul clásico, sobre todo por la letra y el mensaje que remite el soul de los años 1970 por artistas como Marvin Gaye, Stevie Wonder y Curtis Mayfield, pero también añadiendo formas interpretativas y sonidos de la década de los 60 y artistas de la talla de Aretha Franklin, Otis Redding, James Brown, Wilson Pickett, etc. El jazz prevalece ante las corrientes actuales en las que el hip hop permea la música afroamericana, lo que permite que este género también tenga su influencia dentro del neo soul.

## Comienzos
Se suele tener como creadores del género a la banda Tony! Toni! Toné!, liderada por Raphael Saadiq, a mediados de los 90; pero el término "neo soul" no comenzó a sonar hasta que llegó el álbum debut de Joi Pendulum Vibe, que rescataba las sintonías del soul de los 70. En 1995, D'Angelo editó Brown Sugar en donde volvía al soul más clásico influido por Stevie Wonder y Donny Hathaway. Ese mismo año aparecía en escena el dúo Groove Theory, compuesto por la cantante Amel Larrieux y el rapero y productor Bryce Wilson. En 1997 Erykah Badu editó su debut Baduizm, el cual contó con un notable reconocimiento, y dio un nuevo sentido a Motown. Pero el primer gran éxito neo soul no llegó hasta que Lauryn Hill debutara en solitario con el disco The Miseducation of Lauryn Hill, con el cual llegó a ganar cinco Grammys.

## Popularización
Después de que Lauryn Hill desapareciera de los escenarios, otros artistas alcanzaron nuevos éxitos entre los que destacan Macy Gray, Angie Stone, Musiq Soulchild e India Arie. Pero en 2001 llegó Alicia Keys y con debut Songs in A Minor, con el cual triunfó en los Grammy y se llevó las mejores críticas. En ese mismo año, otros artistas tuvieron éxitos menores que sonaron con gran fuerza en las emisoras de R&B como Lucy Pearl, Floetry, Glenn Lewis, Res, Truth Hurts y Bilal. Quizá Maxwell sea el menos reconocido, sin embargo ha sido aclamado por todos los tipos de críticos musicales.

## Neo Soul en el Reino Unido
Desde el Reino Unido vino otra camada del neo-soul, liderada por una joven cantante, Joss Stone, que con su disco de 2003 The Soul Sessions hizo tributo a grandes leyendas de las décadas de los 60 y 70, pavimentando así, con tan solo 16 años recién cumplidos, el camino a la aparición de artistas como Corinne Bailey Rae, Amy Winehouse,  Estelle, Duffy o Adele. Luego en 2007, el neo soul inglés tuvo su consolidación con la llegada del disco Back To Black de la cantante Amy Winehouse, cuyo álbum pronto se colocó a la cima de las carteleras y su sencillo Rehab hasta el momento ha vendido más de diez millones de copias en el mundo. Amy también triunfó en los Grammy de 2008 con cinco de sus seis categorías, superando a grandes artistas como el rapero Kanye West y llegando a convertirse en la primera británica en conseguir cinco Grammys en una noche con un disco de neo soul.

## 2010s: Neo Soul en la actualidad
Recientemente, han destacado una nueva ola de artistas neo soul con claras influencias R&B que han logrado un considerable impacto en el mainstream mundial, entre los que destacan John Legend, que está fuertemente influenciado por Stevie Wonder y es posiblemente el máximo exponente actual de esta nueva generación neo soul; Raheem DeVaughn, que combina una variada mezcla de distintos géneros, creando un estilo único; Chrisette Michele, que combina el neo soul con el jazz, el hip hop y el soul más clásico; además de otros artistas de las primeras generaciones del neo soul, y que siguen cosechando un gran éxito, como es el caso de Joss Stone, Alicia Keys, Cee Lo Green, Maxwell, Erykah Badu, Jill Scott, Anthony Hamilton, Leela James, Frank Ocean y Estelle,.

## Máximos exponentes
Estos son algunos de los máximos exponentes del neo soul en la actualidad.

### A
- Adele
- Abhi Djon
- India Arie
- Ayaka
- Alicia Keys
- Amy Winehouse
- Ariana Grande
- Anderson Paak

### B
- Erykah Badu
- Corinne Bailey Rae
- Gnarls Barkley
- Fantasia Barrino
- Eric Benet
- Rhian Benson
- Beyoncé
- Bilal
- Bruno Mars

### C
- Candice Monique & The Dynamics
- Cody Chesnutt
- Daniel Caesar
- Gabriella Cilmi
- Regina Crisosto
- Sabrina Cuie
- Colbie Caillat
- Childish Gambino

### D
- D'Angelo
- Chico Debarge
- Raheem DeVaughn
- Donnie
- Marc Dorsey
- Dwele
- Duffy
- Olivia Dean

### E
- Adriana Evans
- Peven Everett
- Estelle

### F
- Floetry
- Frank Ocean

### G
- Go
- Goapele
- Macy Gray
- Tamyra Gray
- Cee-Lo Green
- Vivian Green
- Kisha Griffin

### H
- Anthony Hamilton
- Lalah Hathaway
- Heather Headley
- Lauryn Hill
- Hil St. Soul
- Van Hunt
- Hiatus Kaiyote

### J
- Jaheim
- Jazzyfatnastees
- Jessie J
- James Arthur
- Jungle
- Janelle Monae

### K
- Kelis
- Kem
- Alicia Keys
- Kindred the Family Soul

### L
- Amel Larrieux
- John Legend
- Glenn Lewis
- Lianne la Havas
- Lina
- Ledisi
- Leona Lewis
- Laura Welsh

### M
- Marlango
- Maxwell
- McAlmont & Butler
- McKlopedia
- Daniel Merriweather
- Teedra Moses
- Musiq Soulchild
- James Morrison
- Mac Miller

### N
- NAFTA
- Meshell Ndegeocello
- Les Nubians

### P
- Patrice
- Lucy Pearl
- Paolo Nutinil
- Plan B
- Purple Marble

### R
- RES
- Tony Rich
- The Roots
- Rex Orange County
- Rahsaan Patterson
- Raveena Aurora

### S
- Sam Smith
- Raphael Saadiq
- Sammie
- Jill Scott
- Remy Shand
- Trey Songz
- Steve Spacek
- Angie Stone
- Joss Stone
- Sweetback
- Selah Sue
- Sample kulture
- Soul Station

### T
- Trey Songz
- Carl Thomas
- Justin Timberlake
- Tony! Toni! Toné!
- Tom Misch
- Truth Hurts
- Tuere
- Tuit
- Thundercat
- Tyler, the Creator

### U
- Urban Mystic

### V
- Viover y Los Piraos

V

### W
- Terri Walker
- Jaguar Wright
- Wöyza

### Y
- YahZarah
- Yperseo

### Z
- SZA